# Leptophytidae
Leptophytidae McFadden & van Ofwegen, 2017 è una famiglia di octocoralli dell'ordine Alcyonacea.

## Descrizione
Coralli molli con una forma di crescita incrostante o lobata. Polipi retrattili, distribuiti su tutta la superficie di lobi e rami. Gli scleriti possono includere radiati, sferoidi, fusi, aste e forme simili a fiori. Gli scleriti di solito (ma non sempre) sono presenti nei tentacoli del polipo. Scleriti degli interni delle colonie, se presenti, delle stesse forme di quelli della superficie e dei polipi delle colonie, nessuna distinzione tra strato superficiale e interno. Colonie azooxantellate, cioè privi di zooxantelle, spesso dai colori vivaci nella vita, perdono colore in esemplari conservati in etanolo. Sclerite incolore.
Le specie studiate sono state raccolte nel marzo 2008 al largo della costa sudafricana della provincia del Capo e KwaZulu-Natal fra capo Agulhas e Durban a profondità fra 5 e 30 m.

## Tassonomia
Uno studio sui coralli molli delle coste sudafricane pubblicato nel 2017 ha portato ad una parziale revisione della tassonomia del Sottordine di Octocoralli Alcyoniina. Sulla base di tale studio, fra le varie modifiche, è stato stabilito che il genere Leptophyton, endemico della regione suddetta, venga posto in una nuova famiglia chiamata Leptophytidae, insieme a tre nuovi generi stabiliti per le specie precedentemente assegnate al genere Alcyonium: Circularius wilsoni (ex Alcyonium Wilsoni), Porphyrophyton distinctum (ex Alcyonium distinctum), e Tenerodus fallax (ex Alcyonium fallax).
Lo studio è stato recepito dal World Register of Marine Species (WORMS) e pertanto la nuova famiglia risulta composta dai seguenti generi:
- Circularius  McFadden & van Ofwegen, 2017
- Leptophyton  van Ofwegen & Schleyer, 1997
- Porphyrophyton  McFadden & van Ofwegen, 2017
- Tenerodus  McFadden & van Ofwegen, 2017